# Травничек, Франтишек
 Фра́нтишек Тра́вничек  (чеш. František Trávníček; 17 августа 1888[…], Спешов[…] — 6 июня 1961[…], Брно[…]) — чешский богемист, профессор чешского языка в Масариковом университете в Брно. Изучал чешский язык как в диахронном плане, так и в синхронном.

## Биография
В 1907-1911-х гг. изучал на философском факультете Карлова университета славистику и индоевропеистику. Посещал лекции Франтишка Пастрнка, Эмиля Сметанки, Йиржи Поливки, Яна Махала и Йозефа Зубатого. Особенно на него повлияла встреча с русским славистом и диалектологом A. A. Шахматовым (1864—1920). Окончив университет, преподавал в средней школе в Праге.
В 1911-1915-х гг. был секретарём диалектологической комиссии Чешской академии наук и искусств в Праге.
В 1915-м г. был отправлен на русский фронт. Сдался в плен и дослужился до штабного капитана Чехословацких легионов и стал редактором газеты «Чехословацкие ведомости» (чеш. Československé listy).
В 1920-м г. прошёл хабилитацию в Карловом университете. В 1921-1927-е гг. был в брненском университете внештатным профессором грамматики чешского языка. В 1927-м г. там же получил звание ординарного профессора. В 1948-1959-х гг. был ректором Масарикова университета, в это же время (1948—1960) был депутатом парламента.
В 1945-м г. вступил в Коммунистическую партию Чехословакии. После 1948-го г. занял критическую позицию по отношению к структурализму в чешском языкознании, хотя перед Второй мировой войной и во время неё был приверженцем структурализма, а также членом Пражского лингвистического кружка; в 50-е гг. критиковал структурализм с марксистских позиций.
Основал брненский филиал Института чешского языка Чехословацкой академии наук и был его первым директором (1956—1961).

## Научная деятельность
Занимался историей чешского языка (Historická mluvnice československá, 1935), моравской диалектологией (Moravská nářečí, 1926) и современным чешским языком (Mluvnice spisovné češtiny, 1948—1949, 2 тома). Внёс вклад в составление «Словаря чешского языка» (1937), который первоначально был составлен П. Вашей.

## Публикации
- Moravská nářečí, 1926
- Jazyk a národ, 1930
- Historická mluvnice československá, 1935
- Mluvnice spisovné češtiny, 1951
- Český jazykozpytný strukturalismus ve světle Stalinova učení o jazyce, 1951
- O jazyce naší nové prózy, 1954

В соавторстве:
- с П. Вашей составил «Словарь чешского языка» (чеш. Slovník jazyka českého).
- с Б. Гавранеком издавал «Правила чешского правописания» (чеш. Pravidla českého pravopisu).

### Переводы на русский язык
- Травничек Ф. Грамматика чешского литературного языка = Mluvnice spisovné češtiny / Перевод с чешского А. Г. Широковой. — М.: ИИЛ, 1950. — 466 с.